# Gleitsbach
Der Gleitsbach (früher auch als Kleine Luhe bezeichnet) ist ein 11,77 km langer, rechter Zufluss der Luhe im Landkreis Neustadt an der Waldnaab in der Oberpfalz in Bayern.

## Verlauf
Am Westhang des 624 m hohen Steinbühls entspringt in 597 m Höhe der Hutbach.
Er strömt den Hang hinab und mündet in einen kleinen Weiher in Oberhöll.
Der Überlauf des Weihers versickert bzw. verschwindet in unterirdischen Dränagerohren einige Meter westlich des Weihers.
Ungefähr 800 m nordöstlich von Oberhöll beginnt das Hölltal.
Das Hölltal ist ein enges, tief eingeschnittenes Tal, das sich vom südwestlichen Ortsrand von Letzau bis etwa 1 km nördlich von Bechtsrieth hinab zieht.
380 m weiter südöstlich von der Versickerungsstelle in Oberhöll tritt der versickerte oder verrohrte Hutbach wieder zu Tage und fließt nun immer auf dem Talboden in südwestlicher Richtung.
Diese Stelle wird als Quelle des Gleitsbaches angenommen.
Nach weiteren 220 m strömt von links, von Osten, den steilen Hang des Pflanzbühls hinunter ein Bächlein, das in der ergiebigen Quelle Hollerbrunnen entspringt.
Auch dieser Hollerbrunnen könnte als Quelle des Gleitsbaches angesehen werden.
Außerdem strömt nur 30 m weiter von rechts, von Westen, ein weiteres Quellbächlein vom steilen Westhang des Hölltales herab.
Nach weiteren 500 m passiert der Gleitsbach das Dorf Mitterhöll und dann nach 250 m das Dorf Unterhöll.
500 m südwestlich von Unterhöll weitet sich das Hölltal.
Der Gleitsbach verlässt hier das enge Tal und fließt in südlicher Richtung nach einem weiteren Kilometer durch Bechtsrieth.
Er fließt zunächst auf der Nordostseite der Bundesstraße 22 (B 22) parallel zur Straße, unterquert sie dann und begleitet sie weiter auf ihrer Südwestseite.
Von Trebsau kommend mündet der Mühlbach von rechts.
Am Nordwestrand von Irchenrieth verlässt der Gleitsbach die B 22.
Am Westrand von Irchenrieth mündet von links der Raitenbach (auch: Irchenriether Mühlbach).
Von rechts münden der Enzenriether Bach und der Glasergraben (auch: Röhrlgraben).
Dann von links der Hennenbach.
Der Gleitsbach umfließt in einem Bogen Engleshof auf seinem Ostrand.
Hinter Engleshof mündet von links der Hölzerbach.
Nun tritt der Gleitsbach wieder in ein enges Durchbruchstal ein, das im Nordwesten vom Kühtriftholz und im Südosten vom 467 m hohen Steinbügel und von der 475 m hohen Luhehöhe begrenzt wird.
Am Talausgang mündet der Gleitsbach in die Luhe.

## Zuflüsse
Von der Quelle zur Mündung. Längen und Einzugsgebiete abgemessen auf der amtlichen topographischen Karte, Höhen dort abgefragt. Andere Quellen für die Angaben sind vermerkt.
Auswahl.
- Hutbach, von links, ca. 1,0 km und ca. 0,9 km² (heute einziger offener Oberlauf)
- Mühlbach, von rechts und Nordwesten auf etwa 428 m ü. NHN nahe Bechtsrieth-Trebsau, ca. 1,0 km und ca. 1,2 km²
- Raitenbach, von links und Nordosten auf etwa 416 m ü. NHN nahe Irchenrieth, 5,5 km[2] und 5,2 km²[2]
- Enzenriether Bach, von rechts und Nordwesten auf etwa 410 m ü. NHN, ca. 2,0 km und ca. 1,7 km²
- Glaser- oder Röhrlgraben, von rechts und Westen auf etwa 404 m ü. NHN gegenüber Pirk-Gleitsmühle, ca. 1,7 km und ca. 1,0 km²
- Hennenbach, am Oberlauf Hermannsgraben, von links und Nordosten auf 401 m ü. NHN[7] vor Pirk-Engleshof, 3,6 km[2] und 3,7 km²[2]
- Hölzerbach, von links und Osten auf 397 m ü. NHN[7] nach Engleshof, ca. 1,3 km und ca. 1,9 km²